# Hanna Jansen
Hanna Jansen, coniugata van Gent (... – 3 marzo 2023), è stata una cestista olandese.

## Carriera
Con i Paesi Bassi disputò tre edizioni dei Campionati europei (1950, 1956, 1958).